# Артеміда-2
Артеміда-2 (англ. Artemis 2) або Exploration Mission-2 — третій запланований політ космічного корабля (КК) «Оріон» та перша його пілотована місія, що буде запускатися ракетою Space Launch System (SLS).

## Історія
Згідно з планом місії передбачається, що космічна капсула «Оріон» з чотирма астронавтами на борту здійснить проліт над Місяцем та повернеться на Землю. Очікувалося, що політ відбудеться у листопаді 2024 року. Однак, 9 січня 2024 року, під час телеконференції для представників ЗМІ, керівництво NASA повідомило, що старт місячної експедиції «Артеміда-2» перенесено з листопада 2024 року на вересень 2025 року. У жовтні 2024 року Офіс генерального інспектора НАСА визначив, що команда Дослідницьких наземних систем вже використала час, відведений на вирішення будь-яких непередбачуваних проблем,  оголосивши, що дата запуску у вересні 2025 року, ймовірно, буде перенесена. У грудні 2024 року було оголошено, що запуск відкладається через багатомісячні інженерні розслідування проблем із системою життєзабезпечення та тепловим екраном, але він повинен відбутися не пізніше квітня 2026 року.
Як відомо, востаннє люди покидали ННО у 1972 році.

## Конструкція
Космічний корабель «Оріон» складається з європейського сервісного модуля, який побудований компанією Airbus Defence and Space та модуля для екіпажу, збудованого у Lockheed Martin. З'єднання обох модулів спеціальним адаптером, завдання якого — зробити сумісними їхні електричні системи, системи передачі даних і енергопостачання відбулося 19 жовтня 2023 року в будівлі Ніла Армстронга в Космічному центрі імені Кеннеді у штаті Флорида (США).

## Хід підготовки місії
В травні 2023 року NASA повідомило, що за допомогою лазерів, зі штучного супутника було здійснено передачу 3,6 Тб даних за 6 хв. Дослідники також повідомили про встановлення нового рекорду в швидкості передачі даних між супутниками, що обертаються на орбіті нашої планети і Землею. Лазерна система забезпечила пропускну здатність 200 Гбіт/с. Згідно з повідомленням, спеціалісти NASA продовжать тестувати можливості оптичного космічного зв’язку під час майбутньої місії «Артеміда-2» на Місяць. З його допомогою астронавти зможуть передавати відео в високій якості фактично в режимі реального часу.
В 2023 році, компанія Lockheed Martin успішно завершила випробування на розрив надувного космічного модуля. Прототип пневматичного космічного житла витримав підвищення тиску до 17,22 атм (1,74 МПа), що приблизно вшестеро вище за розрахунковий робочий тиск, після чого вибухнув. Це вже друге подібне випробування на розрив надувних космічних модулів, успішно проведене Lockheed Martin. Концепція надувного середовища проживання компанії розробляється в рамках програми NASA NextSTEP, метою якої є вдосконалення технологій, що забезпечують тривалі космічні польоти людини за межі низької навколоземної орбіти. Зокрема, NASA планує відправити пілотовану місію «Артеміда-2» (Artemis 2) на місячну орбіту наприкінці 2024 року та місію «Артеміда-3» (Artemis 3) з висадкою на поверхню Місяця у 2025 році.
В липні 2023 року, NASA завершило перше моделювання запуску місії «Артеміда-2», яке відбулося в Центрі управління запуском Космічного центру імені Кеннеді у штаті Флориді (США). Згідно повідомлення NASA, команди регулярно проводять подібні симуляції, щоб відпрацьовувати різні сценарії дня запуску, щоб залишатися в тонусі. Ці симуляції також дозволяють оновлювати програмне забезпечення, яке використовує команда запуску. Симуляції також інформують про час виконання операцій та етапи зворотного відліку і дозволяють команді вносити необхідні корективи.
На 2024 рік, згідно повідомлення ЄКА, на «Оріоні» заплановано проведення наступних заходів:
- додавання сонячних крил;
- заповнення баків паливом;
- з'єднання завершеного «Оріона» з системою переривання запуску, яка відведе астронавтів у безпечне місце в разі виникнення аномалії;
- встановлення «Оріона» на потужну ракету NASA SLS.

Станом на листопад 2024 року, в Космічному центрі імені Кеннеді у штаті Флорида (США), розпочалася збірка додаткових твердопаливних  прискорювачів. Згідно повідомлення представників NASA, під час запуску здвоєні твердопаливні прискорювачі висотою 54 м забезпечать понад 75 % загальної тяги 98-метрової ракети SLS під час її зльоту зі стартового майданчика 39B NASA ім. Кеннеді.

### Склад екіпажу
3 квітня 2023 року, агентство NASA оголосило імена чотирьох астронавтів, які увійдуть до складу місії «Артеміда-2». До складу місії увійшли одна жінка і троє чоловіків: американці Крістіна Кох, Віктор Ґловер, Рейд Вайзмен і канадець Джеремі Гансен. Астронавти стануть першими людьми, які здійснять політ поблизу Місяця за понад 50 років. Вони також будуть першими, хто здійснив політ на борту ракети нового покоління і космічної капсули «Оріон». Екіпаж не приземлиться на Місяць, а здійснить тільки обліт супутника Землі, перевіряючи працездатність «Оріона».
Склад екіпажу: 
| Астронавт            | Посада | № польоту | Агентство |
| Крістіна Кох         |        | 2         | NASA      |
| Віктор Ґловер        |        | 2         | NASA      |
| Грегорі Рейд Уайсмен |        | 2         | NASA      |
| Джеремі Гансен       |        | 1         | CSA       |

## Галерея

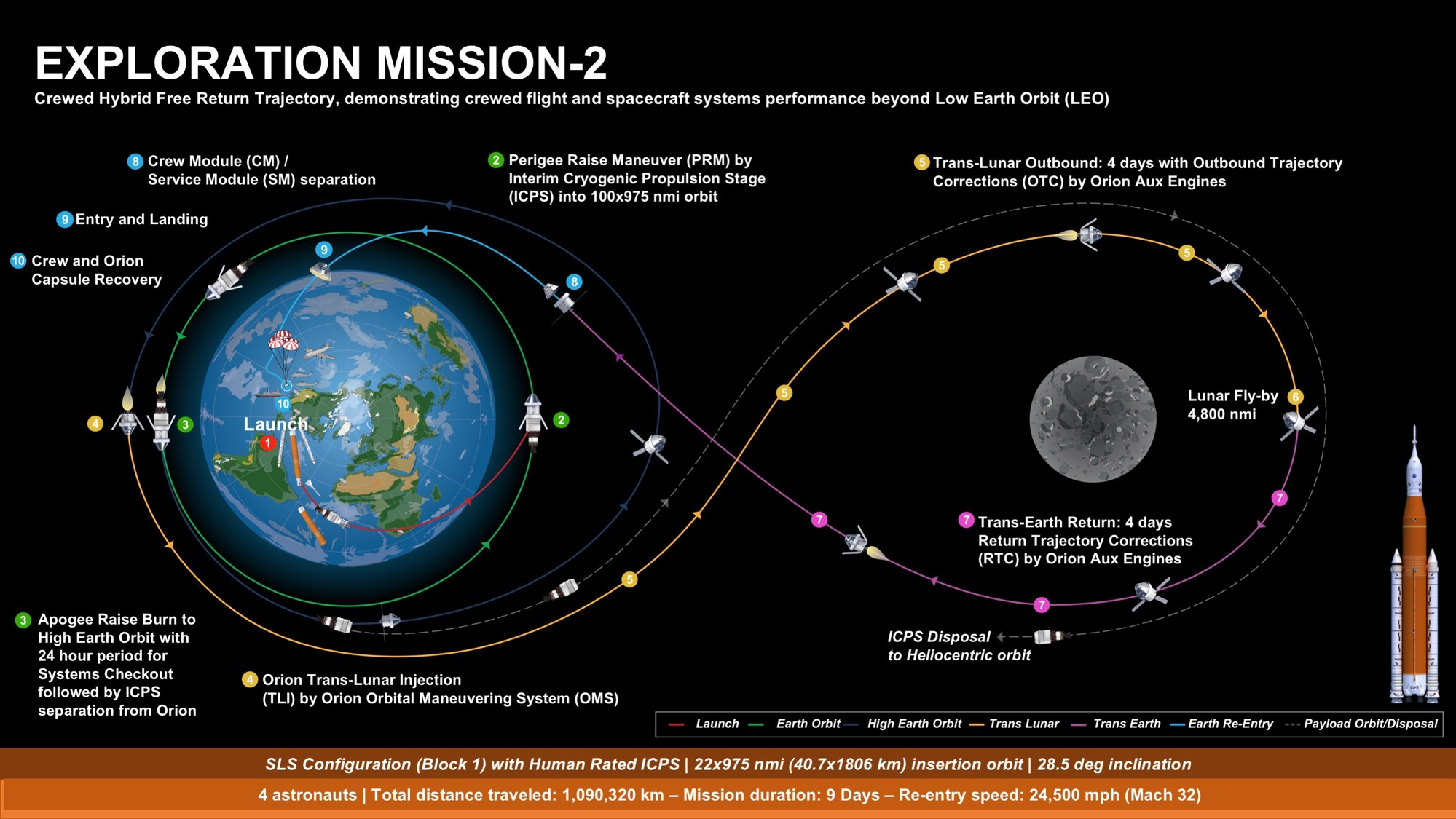
Схема польоту